# Alec Năstac
Alexandru Năstac, detto Alec (2 aprile 1949), è un ex pugile rumeno.

## Palmarès

### Olimpiadi
- 1 medaglia:
  - 1 bronzo (Montréal 1976 nei -75 kg)

### Mondiali dilettanti
- 1 medaglia:
  - 1 argento (L'Avana 1974 nei -75 kg)

### Europei dilettanti
- 2 medaglie:
  - 2 argenti (Madrid 1971 nei -75 kg; Belgrado 1973 nei -75 kg)